# Vapenrock m/1960

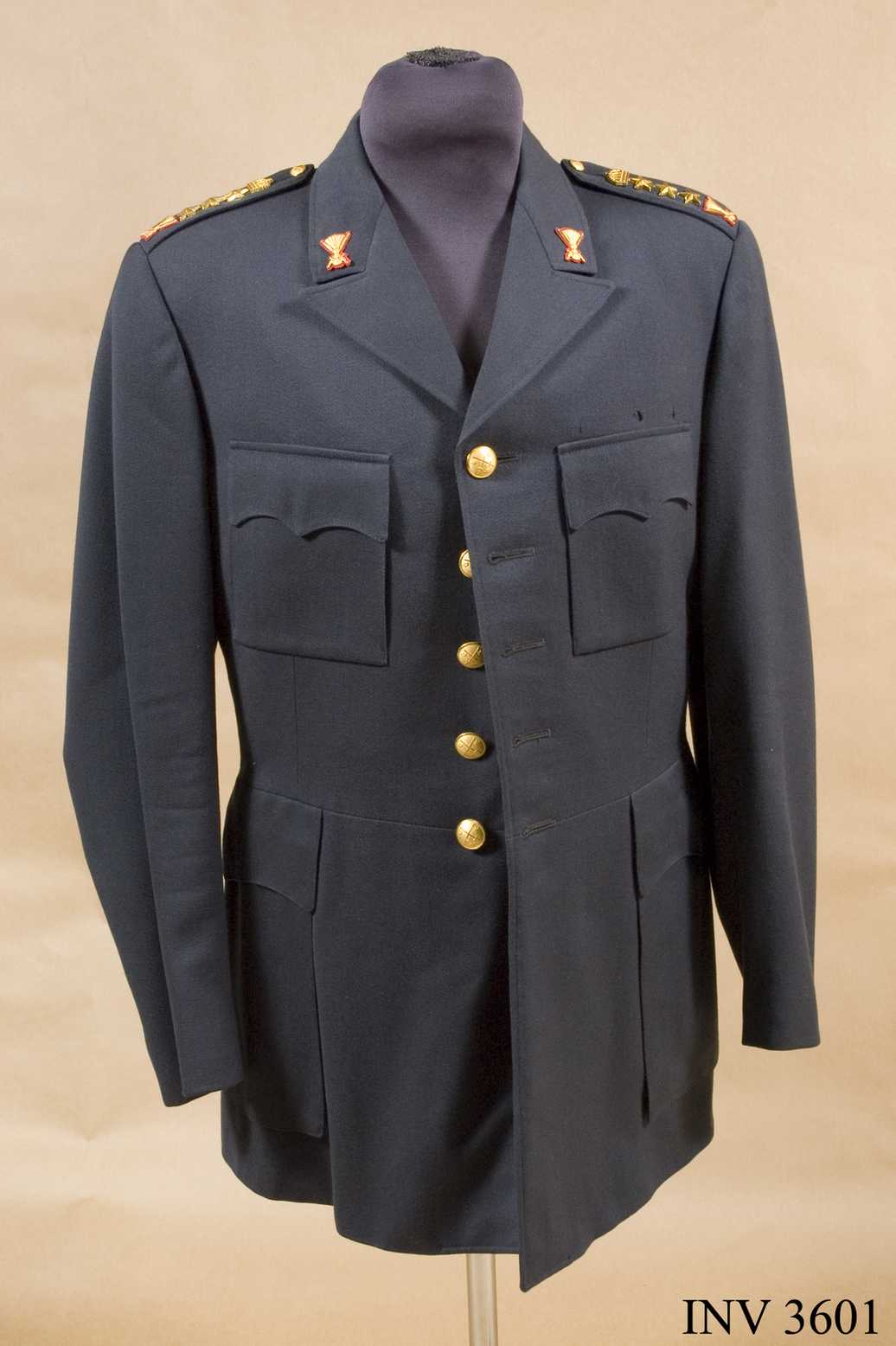
Vapenrock m/1960 för överste vid Intendenturkåren
(Ur armémuseums samlingar)

Vapenrock m/1960 var en vapenrock som användes inom Försvarsmakten som en del av uniform m/1960.

## Utseende
Vapenrock m/1960 är tillverkad i stålgrått tyg och är enradig med 5 knappar av större modell. Den har två bröstfickor samt två sidofickor, samtliga utan knäppning. Vapenrocken har livsöm och fållsömmar. Gradbeteckning och förbandstecken finns på axelklaffarna som är fasta och knäpps med en knapp av mindre modell. Truppslagstecken med eventuell kragmatta återfinnes på kragen som är av nedvikt modell.

## Användning
Vapenrock m/1960 användes av hela armén och kustartilleriet till uniform m/1960. Efter detta uniformssystems avskaffande vid årsskiftet 1994/1995 kunde vapenrocken bäras som tillåten variation på dess efterträdare, vapenrock m/1987, till uniform m/1987 intill 31 december 2001.